# Borough londonien de Tower Hamlets
Le borough londonien de Tower Hamlets (en anglais : London Borough of Tower Hamlets) est un borough du Grand Londres. Fondé en 1965 par la fusion des districts métropolitains de Bethnal Green, Poplar et Stepney, il compte plus de 317 715 habitants lors du recensement de 2018. Il est principalement connu pour abriter la tour de Londres, non loin du Tower Bridge, traversant la Tamise pour rejoindre le borough de Southwark.

## Histoire

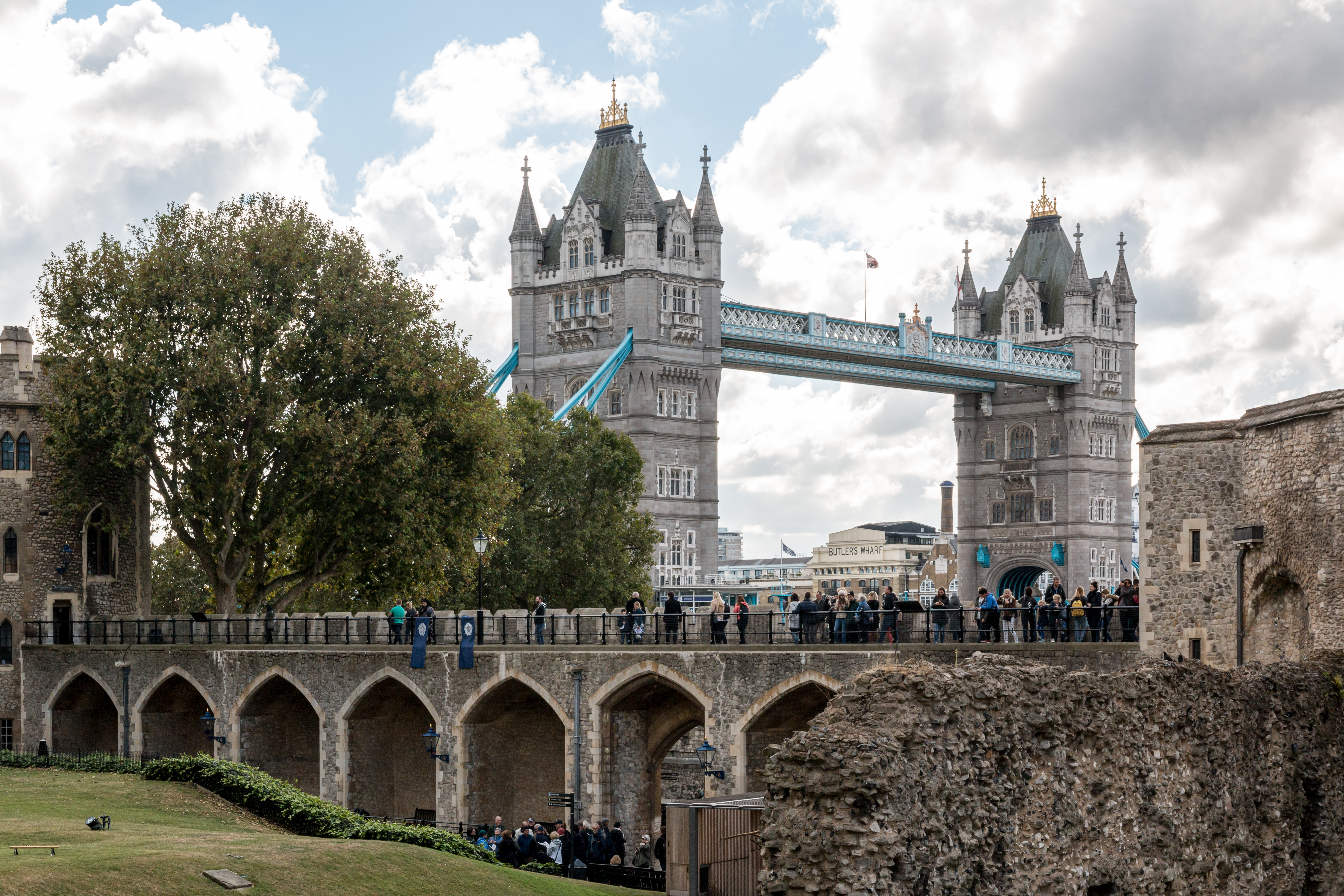
Le Tower Bridge vu depuis la tour de Londres, deux attractions touristiques londoniennes.

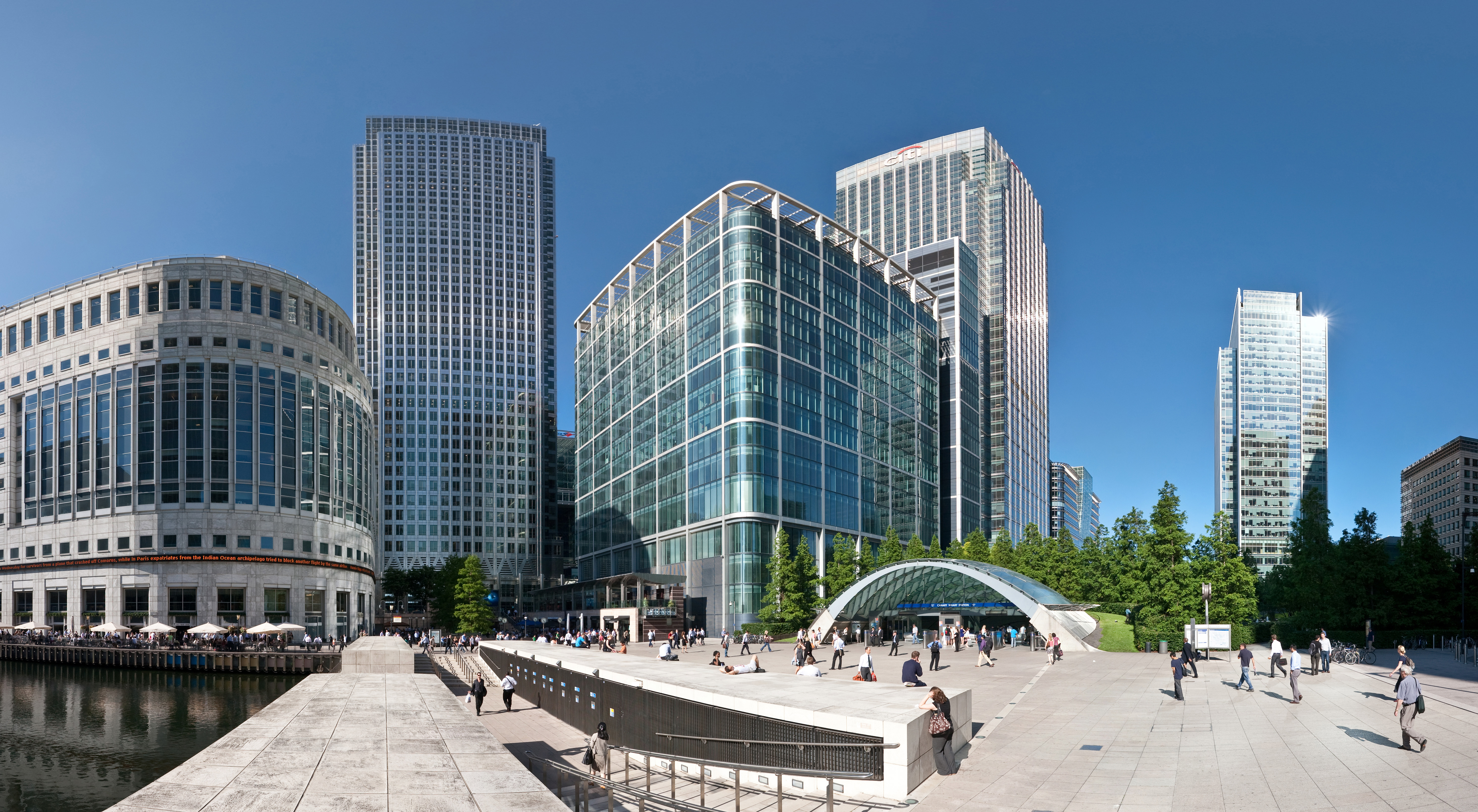
Le quartier d'affaires de Canary Wharf, l'un des plus importants au monde.

Tower Hamlets forme une grande partie de l'East End. Dans le sud du district, sur les bords de la Tamise, se trouve historiquement le quartier des docks qui fournit du travail à une part importante de la population. Au cours du temps, les activités portuaires déclinent, puis cessent dans la seconde moitié du XXe siècle. À Canary Wharf, un important quartier d'affaires est érigé sur les anciennes installation portuaires à partir des années 1980. Il est desservi par le Docklands Light Railway (DLR). Une partie du parc olympique de Londres, construit à l'occasion des Jeux olympiques d'été de 2012, est également localisé dans le borough.

## Population
Ethniquement, le borough compte 45 % de blancs, 41 % d'Asiatiques et 7 % de noirs selon les statistiques de 2011. Avec 34,5 %, il s'agit de la localité britannique qui compte le pourcentage le plus élevé de musulmans, toujours en 2011. Toutefois, la part des musulmans décline par rapport à 2001, lorsqu'elle s'établit alors à 36,4 %.
C'est l'un des districts les plus pauvres de Londres, 35 à 40% des habitants vivant sous le seuil de pauvreté.

## Politique
Le borough est représenté par deux députés à la Chambre des communes du Royaume-Uni, élus dans les circonscriptions de Bethnal Green and Bow et Poplar and Limehouse. Il s'agit actuellement respectivement de Rushanara Ali et Apsana Begum, tous deux membres du Parti travailliste. Le borough de Tower Hamlets, faisant partie de la circonscription de City and East, élit un membre de l'Assemblée de Londres, actuellement Unmesh Desai, également membre du Parti travailliste.

## Personnalités liées à Tower Hamlets
Les personnalités suivantes sont liées au borough de Tower Hamlets :
- Mancherjee Merwanjee Bhownaggree, premier parlementaire d'origine indienne à la Chambre des communes, de 1895 à 1906 ;
- George Galloway, parlementaire du Parti du respect, élu du borough à la Chambre des communes, de 2005 à 2010.

### Sources
1. ↑  Owen Hatherley, « Londres, de l'utopie socialiste au paradis de la finance », sur Le Monde diplomatique, 1er septembre 2021

- Cornwell, Jocelyn (1984). Hard-Earned Lives: Accounts of Health and Illness from East London, Tavistock Publications.
- Dancygier, Rafaela M. (2010). Immigration and Conflict in Europe, Cambridge University Press.
- Hill, Dave. "Tower Hamlets: politics, poverty and faith", The Guardian, 19 septembre 2010.